# Mo Donegal
Mo Donegal, född 19 april 2019 i Kentucky, är ett engelskt fullblod, mest känd för att ha segrat i Belmont Stakes (2022).

## Bakgrund
Mo Donegal är en brun hingst efter Uncle Mo och under Callingmissbrown (efter Pulpit). Han föddes upp av Ashview Farm & Colts Neck Stables och ägs av Donegal Racing & Repole Stable (efter 29 april 2022). Han tränas av Todd Pletcher. 
Jerry Crawford, VD för Donegal Racing köpte Mo Donegal för 250 000 dollar på Keeneland September Yearling Sale 2020, och han namngavs senare. Mo Donegal har fått sitt namn efter sin far, samt delägaren Donegal Racing.
Innan 2022 års upplaga av Kentucky Derby blev affärsmannen Mike Repole delägare i Mo Donegal med 25%.

## Karriär
Mo Donegal började tävla 2021 och har till juli 2022 sprungit in 1 511 800 dollar på 7 starter, varav 4 segrar och 1 tredjeplats. Han har tagit karriärens hittills största seger i Belmont Stakes (2022). Han har även segrat i Remsen Stakes (2021) och Wood Memorial (2022).

## Statistik
| Datum                    | Distans        | Löp                   | Grupp | Bana            | Plac. | Tid     | Jockey            | Ref.   |
| ------------------------ | -------------- | --------------------- | ----- | --------------- | ----- | ------- | ----------------- | ------ |
| 2021 – Tvååringssäsongen |                |                       |       |                 |       |         |                   |        |
| 30 september 2021        | 6 1⁄2 furlongs | Maiden Special Weight |       | Belmont Park    | 3     | 1:17.19 | Javier Castellano | [ 4 ]  |
| 21 oktober 2021          | 1 ⁄16 miles    | Maiden Special Weight |       | Belmont Park    | 1     | 1:44.50 | Irad Ortiz Jr.    | [ 5 ]  |
| 4 december 2021          | 1 ⁄8 miles     | Remsen Stakes         | II    | Aqueduct        | 1     | 1:53.61 | Irad Ortiz Jr.    | [ 6 ]  |
| 2022 – Treåringssäsongen |                |                       |       |                 |       |         |                   |        |
| 5 februari 2022          | 1 ⁄16 miles    | Holy Bull Stakes      | III   | Gulfstream Park | 3     | 1:42.80 | Irad Ortiz Jr.    | [ 7 ]  |
| 9 april 2022             | 1 ⁄8 miles     | Wood Memorial         | II    | Aqueduct        | 1     | 1:47.96 | Joel Rosario      | [ 8 ]  |
| 7 maj 2022               | 1 ⁄4 miles     | Kentucky Derby        | I     | Churchill Downs | 5     | 2:02.61 | Irad Ortiz Jr.    | [ 9 ]  |
| 11 juni 2022             | 1 ⁄2 miles     | Belmont Stakes        | I     | Belmont Park    | 1     | 2:28.28 | Irad Ortiz Jr.    | [ 10 ] |

## Stamtavla
| Efter Uncle Mo 2008         | Indian Charlie 1995 | In Excess (IRE) 1987  | Siberian Express 1981              |
| Efter Uncle Mo 2008         | Indian Charlie 1995 | In Excess (IRE) 1987  | Kantado (IRE) 1976                 |
| Efter Uncle Mo 2008         | Indian Charlie 1995 | Soviet Sojourn 1989   | Leo Castelli 1984                  |
| Efter Uncle Mo 2008         | Indian Charlie 1995 | Soviet Sojourn 1989   | Political Parfait 1984             |
| Efter Uncle Mo 2008         | Playa Maya 2000     | Arch 1995             | Kris S. 1977                       |
| Efter Uncle Mo 2008         | Playa Maya 2000     | Arch 1995             | Aurora 1988                        |
| Efter Uncle Mo 2008         | Playa Maya 2000     | Dixie Slippers 1995   | Dixieland Band 1980                |
| Efter Uncle Mo 2008         | Playa Maya 2000     | Dixie Slippers 1995   | Cyane's Slippers 1983              |
| Undan Callingmissbrown 2012 | Pulpit 1994         | A.P. Indy 1989        | Seattle Slew 1974                  |
| Undan Callingmissbrown 2012 | Pulpit 1994         | A.P. Indy 1989        | Weekend Surprise 1980              |
| Undan Callingmissbrown 2012 | Pulpit 1994         | Preach 1989           | Mr. Prospector* 1970               |
| Undan Callingmissbrown 2012 | Pulpit 1994         | Preach 1989           | Narrate 1980                       |
| Undan Callingmissbrown 2012 | Island Sand 2001    | Tabasco Cat 1991      | Storm Cat 1983                     |
| Undan Callingmissbrown 2012 | Island Sand 2001    | Tabasco Cat 1991      | Barbicue Sauce 1983                |
| Undan Callingmissbrown 2012 | Island Sand 2001    | Sue's Last Dance 1995 | Forty Niner 1985                   |
| Undan Callingmissbrown 2012 | Island Sand 2001    | Sue's Last Dance 1995 | Savethelastdance 1988 (family 3-g) |

* Mo Donegal är inavlad 4d × 5d till Mr. Prospector, vilket menas att han förekommer en gång i både den fjärde och den femte generationen på moderns sida.